# Stald
 Denne artikel bør gennemlæses af en person med fagkendskab for at sikre den faglige korrekthed.

En stald er en bygning eller en del af denne, der tjener som opholdssted for dyr. Alt efter hvilke dyr, der opholder sig i stalden, kan staldene kaldes hestestalde, kyllingestande, kostalde m.v. En stald kan opdeles dels i skillerum (båse) for et eller flere dyr, dels i arealer til betjeningsformål. Med nyere tids intensive landbrugsdrift, hvor husdyrhold spiller en overordentlig stor rolle, er det af største betydning, at stalde er indrettet godt og hensigtsmæssigt således, at dyrene kan befinde sig vel, og at arbejdet i stalden kan foregå så let som muligt. Stalden må indrettes uens beroende på, om den skal tjene til ophold for den ene eller den anden art af husdyr.

## Historie
Stalde kendes tilbage fra jernalderen, hvor landbrugsbygninger var indrettede med beboelse i den ene ende, stald i den anden.

## Hestestald
Hestestaldens beliggenhed i forhold til verdenshjørnerne er ikke uden betydning, den bør ikke ligge mod nord, da den så let bliver for kold og mørk om vinteren, ligeledes vil direkte sollys hjælpe til at holde luften frisk. Vinduerne må helst anbringes højt, hvilket er heldigt for ventilationen; det anses desuden for skadeligt, om hestene får sollyset lige i øjnene. Det er af vigtighed, at dørene er anbragt bekvemt og er af en sådan størrelse, at hestene hurtigt kan komme ud og ind uden at støde mod karmen. Skydedøre vil ofte være at foretrække. Hestestaldens gulv lægges bedst af tilhugne sten eller fuget beton, der ikke gøres for glat; i båsenes øverste del er træklodser et godt materiale. Båsen bør være lige så bred, som hesten er høj; til almindelige arbejdsheste vil en bredde på 1,7 m og en længde på 2,6—2,7 m være passende; de enkelte båse adskilles ved et lukket spiltov, så at hestene ikke kan sparke hinanden. Krybben, der bedst fremstilles af beton, glaserede rør eller lignende, anbringes til fuldvoksne heste i en højde af 1,0—1,10 m fra gulv til krybbens øverste kant, til unge heste må krybben ikke sidde for højt, da dette let kan skade dyrenes ryg. Fodres der med hø eller halm, bør en hæk ikke savnes, den kan passende anbringes på spilbommen sammen med det gitter, der skal forhindre hestene i at bides.

## Kostald
Da køerne oftest må opholde sig på stald de 7—8 af årets måneder, i enkelte tilfælde endda hele året, må der ved kostaldes indretning tages tilbørligt hensyn hertil, så at kostalden bliver et så sundt og bekvemt opholdssted for dyrene som vel muligt. Såfremt stalden optager en bygning i hele dens bredde, kan det være ligegyldigt, til hvilket verdenshjørne den lægges; får den kun lys fra den ene side, bør denne absolut lægges mod syd. Når kostalden bygges, må den isoleres godt fra grunden; dens ydermur mures som hulmur med helbrændte mursten. Monierloft vil gøre stalden brandsikker, men loftet må i så fald dækkes med et godt lag halm, da det ellers vil være meget koldt om vinteren. Murede hvælvinger er noget mere porøse, men må antages at være noget mindre sikre under en brand, da jernbjælkerne forskyder sig i varmen, hvilket medfører fare for, at hvælvingen styrter ned. Vinduerne bør være store, så at stalden ikke savner lys, den øverste del må kunne åbnes ved drejning om en vandret akse og således, at den øverste kant af vinduet går ind i stalden. Sidder denne del af vinduet 1 m over kreaturernes ryg, behøves der sædvanlig ingen anden ventilation, i modsat fald må der anbringes særlige trækkanaler eller lignende. Kostalden kan i øvrigt indrettes som længdestald eller som tværstald, alt efter som båsene stilles; endvidere kan stalden indrettes med fælles fodergang eller fælles grebning for hver 2 rækker køer. Båsenes længde regnes for store kreaturer at burde være 172—178 cm, bredden mindst 110 cm, idet der dog må tages hensyn til, at den højt drægtige ko må have 125 cm. I mindre stalde opstilles undertiden spiltove, der dog af pladshensyn kun bør indtage 2/3 af båsens længde. Kobindslerne bør være indrettede således, at de tillader fri bevægelse i lodret retning; køerne må kunne rejse hovedet på naturlig måde. Foran køerne anbringes et rækværk, forværket, som hindrer kreaturerne i at træde op på fodergangen. Krybben lægges nu oftest af saltglaserede krybbesten, bredden bør være mindst 38 cm, dybden ca. 25 cm og krybbens bunde være hævet ca. 20 cm over båsen; krybbeskillerum, der forhindrer køerne i at stjæle fra hinanden, er meget praktiske. Grebningen støbes i cement og må gøres absolut uigennemtrængelig for vand; den må helst være ca. 80 cm bred, og ud mod staldgangen bør der findes en åben ajlerende. Der må under alle omstændigheder drages omsorg for, at urinen hurtig kan bringes bort fra stalden; til opsamling af faste gødningsdele, der føres med urinen, kan med passende mellemrum anbringes slambrønde med vandlåse. I forbindelse med eller i nærheden af kostalden bør ikke savnes roehus og foderkammer og ej heller et godt ventileret rum med kølebassin til henstilling af mælketransportspande.

## Svinestald
Svinestalde indrettes bedst som længdestald med fodergang i midten og rensegange langs ydervæggene. For at svinene kan trives godt, må svinestalden være lys, lun, tør og ren, godt ventileret og have gode afløbsforhold. Gulvene må være tætte, så at al fugtighed ledes bort; de lægges almindeligvis i cement, men i selve stierne vil klinker, lagt i cement, være at foretrække. De enkelte stier adskilles bedst ved træskillerum; man bør sørge for, at luften kan cirkulere langs med gulvet. I stierne bør indrettes faste liggepladser, der helst ved hjælp af skillerum må kunne varieres efter antallet af grise i stien. Lejet må være varmeisolerende. Stiernes størrelse kan passende være for en orne 5—6 m2, so med grise 8—9 m2, goldso 2 m2 (flere sammen), til smågrise og ungsvin, der ligeledes deler sti sammen, kan regnes 1,3—1,5 m2 og 1,75 m2.

## Fårestald
I fårestalde behøver man ikke at tage hensyn til temperaturen; der stilles her krav om en lys og luftig stald, hvor der kan tilvejebringes frisk og kølig luft. Der er heller ikke brug for særlige båse; større stalde deles dog almindeligvis ved hjælp af skillerum, så at man ikke har for mange får sammen; der kan regnes ca. 1 m2 gulvflade pr voksent får. Større fårestalde bør have dobbelte porte, der åbnes udad. Stolper og lignende bør være glatte og afrundede, så at ulden ikke rives af.